# Kamionka Wielka (stacja kolejowa)
Kamionka Wielka – stacja kolejowa położona na obrzeżach miasta Nowego Sącza, w Kamionce Wielkiej, w województwie małopolskim, w Polsce.

## Ruch pasażerski
| Rok  | Wymiana pasażerska na dobę |
| ---- | -------------------------- |
| 2017 | 10-19                      |
| 2022 | 20-49                      |